# Xã Banner, Quận Cavalier, Bắc Dakota
Xã Banner (tiếng Anh: Banner Township) là một xã thuộc quận Cavalier, tiểu bang Bắc Dakota, Hoa Kỳ. Năm 2010, dân số của xã này là 29 người.